# Mariko Kouda Music Clips 2003
『Mariko Kouda Music Clips 2003』（まりここうだミュージッククリップス2003）は、國府田マリ子の6枚目のミュージック・ビデオ集。2003年3月5日、キングレコードより発売。

## 解説
「MARIKO KOUDA Presents GM CD」収録の「Lifelike」から2003年3月発売のシングルまでを収録。DVD映像特典として「空の手のひら」のMVが2ヴァージョン収録されている。

## 収録曲
1. Ta・ra・ra
作詞：國府田マリ子
作曲：イズミカワソラ
編曲：鶴谷崇、マリくまちゃん
2. 勇気のはじまり
作詞：國府田マリ子
作曲：小島健二（Dual Dream）
編曲：中村修司
3. 約束
作詞：國府田マリ子
作曲・編曲：山田直毅
4. Lifelike ～ It's now or never ～
作詞：國府田マリ子
作曲・編曲：EXPO
5. がじゅまるの風唄
作詞：國府田マリ子
作曲：山田直毅
編曲：皆川真人

```
＜DVD映像特典＞
```

1. 空の手のひら オリジナルヴァージョン
2. 空の手のひら 「八月の幻」ヴァージョン 
作詞：Chang Jung
作曲・編曲：遠藤浩二